# 新海誠
新海誠（日语：／ Shinkai Makoto，1973年2月9日—），本名新津誠（／ Niitsu Makoto），是日本動畫作家和電影導演，長野縣南佐久郡小海町出身，現居東京。
新海誠於2002年公開獨立製作的動畫短片《星之聲》後開始受到矚目。其執導的2016年動畫長片《你的名字。》賣座，而成為繼宮崎駿之後第二位達成百億日圓票房的日本動畫導演；早先已有「新（世代）宮崎駿」（the "new Miyazaki"）等稱呼，新海誠本人表示與宮崎駿齊名實則過譽。

## 來歷

### 人物
長野縣野澤北高等學校、中央大學文學部國文學專攻畢業。出身于建筑世家，其父为创始于1909年的家族建筑企业“新津组”的社长新津正勝（「新津組」後來由新津悟擔任代表董事）。兒時在農村成長，少年時期便因為繪製母親的畫像，入選縣上的美術展覽，同時受母親擺放在書架上的讀物啟蒙而喜歡閱讀。高校時期是弓道社成員。妻子是演員三坂知繪子、有當童星的女兒新津知世。
新海誠自稱小學時期偶然接觸作家乙骨淑子生前因為病逝未能完成的兒童文學《再見，金字塔帽子》（日語：ピラミッド帽子よ、さようなら），想知道故事為何與如何閱讀理解的感受經驗，啟蒙他開始創作故事。受到中學時觀賞的德古拉電影和吉卜力動畫《天空之城》的影響，希望能自己做出像那樣令人驚豔的作品。最早在高中時接觸的村上春樹作品也帶給他很大的影響，首部閱讀的作品是《挪威的森林》。2002年公开独立制作的科幻动画短片《星之声》后开始受到瞩目。现于Comix Wave Films担任映像作家。
2016年，自编自导了动画电影《你的名字。》，凭借该片获得了第40届日本电影学院奖最佳编剧奖，及第26届日本电影评论家大奖最佳导演奖。

### 創作
大學畢業後於日本Falcom工作，製作同公司電子遊戲《卡卡布三部曲》《伊蘇II》等片頭影片的同時也一面製作著獨立製作的動畫。
1997年，以《遥远的世界》於eAT'98獲得特別奖。1998年，首次使用全3DCG製作30秒短片《被包围的世界》，为即将制作的第一部游戏片头动画《Monarch Monarch》练习。2000年，以《她與她的貓》於PROJECT TEAM DoGA主辦的第12回CG動畫競賽中取得大奖。
《她與她的貓》在一部分的評價中形容這部作品扣人心弦（原文：有如觸碰心的琴線般）。贏得大獎之後，新海誠開始思考下一部作品的創作。幾個月之後的2000年6月，大概在PlayStation 2開售不久及DVD開始流行的同時，新海誠在繪畫一幅駕駛艙內抓住電話的少女時得到靈感，開始創作他的第二部作品《星之聲》。其後，Mangazoo（CoMix Wave前身）接觸他，希望“與他合作”，以資助的形式，使他把自己的想法變成可供Mangazoo出售的動畫。並且開始著手製作科幻題材的《星之聲》。在日本Falcom工作了約五年後，退出公司成為自由契約工作者。
2002年，公開《星之聲》，这部導演、剧本、演出、作畫、美術和編輯等等的作業幾乎全部一個人進行約25分鐘的全數位動畫（digital animation），以大幅超越過往其他獨立製作作品的水準而受到相當的注目。在访谈中新海诚透露有受到村上春樹作品的影響。此作在第1回新世紀東京國際動畫博覽會21公募部門獲得優秀奖。在一次訪問中，新海誠提到該動畫花費了大約7個月“實際工作”的時間。
2003年春天，新海誠與田澤潮為NHK節目《大家的歌》製作了5分鐘動畫短片《笑容》（笑顔）。
2004年，首個電影長編作品《雲之彼端，約定的地方》於日本公開上映。超越前作的作畫水準與細膩演出及音樂的巧妙結合而受到高度評價，這部作品在第59回每日電影獎動畫電影獎中壓過《霍爾的移動城堡》等作品得獎。2005年6月5日，播出的NHK節目《頂尖人物》（Top Runner），稱新海誠為「後宮崎世代旗手」呼聲高的映像作家。
2007年3月3日，連續短編動畫《秒速五厘米》公開上映，DVD也在7月於日本發售。《秒速五厘米》講述了一對兒時親密的好友遠野貴樹與篠原明里隨著成長面臨的距離與離別，還有貴樹留駐種子島期間與當地少女澄田花苗交流的經歷，《秒速五厘米》因為其美術動畫、人物情感刻畫、距離的議題而獲得好評。2008年1月中旬至2月中旬的期間，新海誠決定於約旦（安曼）、卡達（杜哈）、敘利亞（大馬士革）展開以當地的創作家為對象的數位動畫製作研討會。另外，研討會結束後預定約1年左右逗留在倫敦的英語學校的小宿舍。另外，2001年－2008年期間，還參與製作成人遊戲品牌minori數部遊戲的片頭影片。
2009年4月，新海誠返回日本。2009年12月24日，新海誠於官方網站公佈，《秒速五厘米》原班人馬已集結完成，開始全速製作最新動畫電影《追逐繁星的孩子》。《追逐繁星的孩子》於2011年5月公開上映，講述鄉下出身的少女渡瀨明日菜與來自地下世界「雅戈泰」的少年瞬短暫成為朋友，但在瞬逝世後因緣際會認識瞬的弟弟心，展開在「雅戈泰」的冒險旅程。《追逐繁星的孩子》發行後評價兩極且票房失利，成為新海誠第一部的賠本作品。2012年9月，由於中東的工作室以及各地的研討會開辦，新海誠被選為，獲得內閣府國家戰略室的擔當大臣古川元久致贈的感謝狀。
2013年5月31日，《言葉之庭》公映，電影描述以製鞋為志向的男高中生秋月孝雄，在雨天的新宿御苑遇見心理飽受煎熬無法前進的女子雪野百香里後，兩者之間交織的愛情故事，同時劇場限定DVD和BD也先行販賣，一般販賣始於6月21日。《言葉之庭》因為動人的視覺美術動畫、音樂、攸關孤獨心境的主題獲得青睞，獲頒包含第17屆日本新媒體動漫藝術節評審團選擇作品、2014年斯圖加特國際動畫電影節動畫長片獎 、2016年日本博覽會動漫獎的評審團獎最佳劇本獎等獎項。電影後續在2023年被改編為舞台劇。
2016年8月26日，《你的名字。》公映，電影敘述在東京生活的男高中生立花瀧與在糸守町的女高中生宮水三葉因為精神調換至對方身體，延伸出一段跨越時空的奇幻浪漫經歷，改變了糸守町居民原先在彗星撞擊事件罹難的命運。9月22日，該片票房突破100億日元，上映28天就突破百億票房。電影獲得的廣泛迴響，讓新海誠催生製作《天氣之子》的想法，後續更受此影響奠定製作《鈴芽之旅》的基礎。《你的名字。》、《天氣之子》、《鈴芽之旅》被影評界稱作新海誠的「災難三部曲」。
2019年7月19日，《天氣之子》公映，電影描述離家出走的少年森嶋帆高與能夠讓天氣放晴的少女天野陽菜相遇，兩者帶來了足以影響世界的變化。上映第34天（8月21日）時，全國票房突破100億日元大關，使新海诚成為在宮崎駿之後，第二位達成2部作品突破100億日元的日本电影导演。《天氣之子》在日本的評價普遍兩極，視覺動畫、美術、配樂獲得讚譽，劇情與主角的行動則獲得評價不一的迴響，該片在歐美影評界獲得正面為主的評價。這部電影獲頒第23屆日本新媒體動漫藝術節動畫部門社會影響獎、第19屆東京動畫獎最佳劇場版動畫、第43屆日本電影學院獎的最佳動畫片獎與最優秀音樂獎等獎項，在第47屆安妮獎共計獲得4項獎項提名，被選為代表日本參與角逐第92屆奧斯卡金像獎最佳國際影片和最佳動畫長片的候選名單，但最終未能進入決選。
2022年11月，為紀念日本和印度建交70週年，日本財團在印度舉辦新海誠電影節，播放新海誠的六部電影。同年11月11日，《鈴芽之旅》公映，講述東日本大震災遺孤少女岩戶鈴芽與關閉災難之門的閉門師宗像草太，為了關閉災難之門展開的冒險旅程，電影在上映第45天時全國票房突破100億日元，成為新海誠第三部作品突破100億日元的作品。電影入圍柏林影展主競賽單元，此爲自《千与千寻》後日本動畫時隔21年再度入選柏林影展主競賽單元。

### 纪念
2018年，由羅伊·塔克发现的55222号小行星被命名为新海诚（Makotoshinkai）。同一批被命名的小行星的名字还来源于冈本伦、奈须蘑菇、绫辻行人、伊福部昭、高梨康治等人。

## 風格

### 創作過程
新海誠從製作《她和她的貓》開始，便兼顧作品的導演、編劇、美術，他在接受採訪時稱，早期創作時期因為作品的格局較小，可明確看見觀眾的容貌，明確向他表示想觀看作品的人群有朋友、熟識、粉絲，在製作影片時抱持「想為特定的對象做這種作品」的具體形象。建立動畫執導事業後，新海誠開始思考自己的觀眾客群，加著對未來的擔憂，開始留意年輕觀眾族群，但同時顧及只為自己的觀眾客群製作電影的拘限，轉而嘗試創建不會讓任何年齡的人感到無聊的技巧和設置。除了製作電影以外，他也會執筆撰寫電影作品的小說。
自2011年開始，其作品裡的風景逐漸著重寫實，在製作《言葉之庭》期間，不僅詳細描繪自然物體，還開始嘗試反映實際存在的事物，例如企業標誌、廣告牌和廣告等。新海誠為了讓實際的物件（三得利的啤酒）出現在《言葉之庭》電影裡，特地向企業提呈報告書始獲得採用，往後《你的名字》、《天氣之子》、《鈴芽之旅》也承襲著重風景寫實的作法。
新海誠在《你的名字》、《天氣之子》、《鈴芽之旅》選擇女性配音人選時，總是優先選擇女演員為擔任女主角的人選。《你的名字》發行後，新海誠在《天氣之子》的小說版後記中稱道，自己從不考慮製作老幼咸宜的暑期檔電影，寫作品劇本時也不做過多揣摩，他還補述了自己聽見觀眾對《你的名字》包含批評在內的各式意見後，自身對電影的想法：
雖然從中我沒得到什麼簡單易懂的答案，但我自身有了個覺悟。那就是「電影不是學校的教科書」。我現在重新認識到，電影（或是眾多娛樂媒介）沒必要正確化和規模化，反而應將教科書上沒寫的給寫出來，比如說應該把被人所知就不禁皺眉的秘密願望給說出來。我要用和教科書、政治家、評論家不同的語言述說故事。用和道德、教育不同的標准描述故事。因為這就是我的工作，就算之後被人批判，那也是沒辦法的事。我能做的，就是將我生存的實感寫成故事而已。雖然這覺悟有些姍姍來遲，但《天氣之子》就是在這樣的想法下寫成的。——新海誠，摘自《天氣之子》小說版後記

### 作品分析
新海誠的作品深受星野之宣與五十嵐大介的影響，重視描繪日本風土民俗学科幻的要素、還有男女相遇的故事。其作品以對風景細緻而優美的描繪著稱，亦被稱作「新海世界」（新海ワールド）。新海誠在《雲之彼端，約定的地方》的DVD收錄特輯影像訪談中表示，他在青春期的艱難時期受美麗的風景拯救和鼓舞，所以會積極將這種感覺投入電影當中。
作品題材多半涉及男女之間的愛情，其中《星之聲》、《雲之彼端，約定的地方》、《秒速五公分》都以兩位主角之間的距離、遠近、遠離的速度為主題，《言葉之庭》的主題則是孤單渴望某個人、某項事物的心。《你的名字》、《天氣之子》、《鈴芽之旅》則是災難主題，而且都和東日本大地震有關，其中有別於《你的名字》、《天氣之子》採用隱喻方式、暗喻東日本大地震的手法，《鈴芽之旅》直接描寫東日本大地震。
新海誠從不在自己的作品裡設置反派角色，他在訪談中稱這是因為不需要反派描寫故事主題，即便自己的作品沒有出現反派角色，其他作品也不乏吸引人的反派角色，加著現實世界裡也存在不少壞人，認為沒有必要讓他們特意出現在作品裡。

## 評價與影響

### 電影評分
| 電影名稱             | 映画.com | Filmarks | IMDB   | 爛番茄                       | 爛番茄         | Metacritic         |
| 電影名稱             | 映画.com | Filmarks | IMDB   | 專業影評                     | 觀眾票選       | Metacritic         |
| -------------------- | -------- | -------- | ------ | ---------------------------- | -------------- | ------------------ |
| 她和她的貓           | 2.8/5    | 3.3/5    | 7.1/10 | 不適用                       | 84%，均分3.1/5 | 不適用             |
| 星之聲               | 3.2/5    | 3.3/5    | 7.1/10 | 不適用                       | 86%，均分4.2/5 | 不適用             |
| 雲之彼端，約定的地方 | 3/5      | 3.2/5    | 6.9/10 | 71%（7條評論），均分6.4/10   | 79%，均分3.9/5 | 不適用             |
| 秒速5公分            | 3.5/5    | 3.5/5    | 7.5/10 | 不適用                       | 88%，均分4.2/5 | 不適用             |
| 追逐繁星的孩子       | 3/5      | 3.1/5    | 7.1/10 | 不適用                       | 68%，均分3.2/5 | 不適用             |
| 言葉之庭             | 3.7/5    | 3.7/5    | 7.4/10 | 不適用                       | 84%，均分3.9/5 | 不適用             |
| 你的名字             | 3.9/5    | 3.8/5    | 8.4/10 | 98%（116條評論），均分8.2/10 | 94%，均分4.6/5 | 81/100（26條評論） |
| 天氣之子             | 3.6/5    | 3.7/5    | 7.5/10 | 92%（96條評論），均分7.4/10  | 96%，均分4.7/5 | 72/100（30條評論） |
| 鈴芽之旅             | 3.7/5    | 3.8/5    | 7.7/10 | 96%（135條評論），均分7.8/10 | 98%，均分4.8/5 | 77/100（27條評論） |

### 外界評價與現實影響
洛杉磯加利福尼亞大學戲劇電視電影學院的動畫講師查爾斯·所羅門（英語：Charles Solomon）在《動畫雜誌》（英語：Animation Magazine）35週年紀念刊（2022年6月-7月第321期）中，將新海誠列入過去35年富有遠見的動漫導演名冊中，其餘榜上有名的日本動畫導演分別為宮崎駿、高畑勳、大友克洋、押井守、今敏、神山健治、湯淺政明、細田守、庵野秀明。新海誠與《你的名字》被收錄在曾主持Podcast節目「吉卜力圖書館」（Ghibliotheque）、撰寫《吉卜力電影完全指南》的廣播人兼作家麥可．里德（英語：Michael Leader）和製片兼作家傑克．康寧漢（英語：Jake Cunningham）著作的《日本經典動畫指南》（英語：The Ghibliotheque Anime Movie Guide: The Essential Guide to Japanese Animated Cinema），做為介紹日本動畫歷史80年期間30名位導演與30部經典動畫的案例。反之，日本動畫導演押井守則不認同其創作，押井守在2021年接受《動畫新聞網》的採訪過程中，曾表示他認為細田守、新海誠、庵野秀明的共通點是缺乏主題和創作電影的動機。
新海誠在動畫創作方面的貢獻與成就，受到日本國內重視，被納入日本的教科書作為教材，其中《你的名字》被收錄進日本於2023年經由文部科學省審核通過、2024年啟用的小學五年道德教科書，列為介紹日本傳統文化裡的動畫領域範例作品之一。日本的教科書出版社日本文教出版在令和發行的《高中美術教科書III》（日語：高校美術3（美術Ⅲ）），將新海誠列入教科書介紹的藝術家名單裡。2023年6月，新海誠因為在動畫領域的成就，獲頒表揚長野縣傑出人士的信每獎（第30屆記念特別獎） 。
此外，新海誠的電影作品也對取景地的觀光產業產生影響，例如《秒速5公分》取景的種子島地區在2007年電影發行後，吸引許多遊客以電影聖地朝聖的名義造訪當地。作為《你的名字》取景地的飛驒市，當地觀光局則因應電影發行規劃出專屬探訪動畫取景地點的旅行路線。

## 個人生活
新海誠曾經愛上一名女性，為了鼓勵他當時所愛的女性去解決她面臨的問題，以此動機製作《她和她的貓》，但最終未和該女子在一起，轉而與作為《她和她的貓》設計原型、兼為女主角配音的中學女校護理人員篠原美香交往，篠原美香也在《星之聲》參與原版配音。後來篠原美香與新海誠分手，新海誠與身為女演員的三坂知繪子結婚，2010年女兒新津知世誕生，知世後續成為童星。
新海誠自兒時便過著與貓為伍的生活，從鄉下抵達東京後也收養了好幾隻流浪貓，這段經歷後續融入了《她和她的貓》的創作之中。2002年1月左右，新海誠養了一隻倉鼠，並在製作短片《笑臉》時將牠當成模特兒。倉鼠在2003年末死去。2004年7月，新海誠在製作《雲之彼端，約定的地方》時在西新宿撿到一隻生病、虛弱的母幼貓，順勢收養了牠，並以該片的女主角「澤渡佐由理」的名字取名為佐由理（サユリ）。佐由理曾登上雜誌2007年5月號的封面。佐由理在2020年去世。。2022年4月製作《鈴芽之旅》期間，新海誠收養了兩隻流浪貓，取用該片的女主角「岩戶鈴芽」及後者母親「岩戶椿芽」的名字，將兩隻貓命名為「スズメ」、「ツバメ」。
新海誠設有自己的個人推特（2023年推特更名為「X」），也會觀賞其他電影，有時會在推特（X）或接受採訪時發表自己對電影作品的評價，目前公開給予好評的電影，有岡田麿里執導的《道別的早晨就用約定之花點綴吧》、山田尚子執導的《電影版 聲之形》、細田守的電影作品、皮克斯動畫工作室的《元素方城市》、中國票房最高的動畫片《哪吒之魔童鬧海》等。

## 關係人物
| 人物       | 概述 |
| ---------- | --- |
| 天門       | 作曲家，新海誠早期製作電影時的合作電影配樂創作者，從《她與她的貓》至《追逐繁星的孩子》為止皆有參與電影配樂創作 |
| 丹治匠     | 日本動畫美術監督，在《雲之彼端，約定的地方》、《秒速五公分》、《追逐繁星的孩子》、《你的名字》、《鈴芽之旅》均有擔任電影美術監督。 |
| 柏大輔     | 日本音樂家，新海誠製作《言葉之庭》時，負責操刀配樂。 |
| 秦基博     | 日本創作歌手，新海誠製作《言葉之庭》時，翻唱自大江千里於1988年創作發行的歌曲「Rain」，做為《言葉之庭》主題曲。 |
| RADWIMPS   | 日本搖滾樂團，在新海誠製作《你的名字》時首度合作，負責創作該片的電影音樂，RADWIMPS也接續參與《天氣之子》、《鈴芽之旅》的音樂創作。 |
| 川村元氣   | 日本電影製作人，在新海誠製作《你的名字》時首次合作，他也在《天氣之子》、《鈴芽之旅》協助製作，在2022年的訪談裡評論新海誠「是一位同步率很高的搭檔，《你的名字》如此成功，讓我思考如何避免自我模仿。」。                                                                                         |
| 井上和彥   | 日本男性聲優，在新海誠執導的《雲之彼端，約定的地方》、《追逐繁星的孩子》均有參與演出。 |
| 入野自由   | 日本男性演員兼聲優，在《追逐繁星的孩子》首度和新海誠合作，分飾主要角色瞬與心，在《言葉之庭》第二次和新海誠合作，飾演男主角秋月孝雄。 |
| 花澤香菜   | 日本女性聲優，最初參演新海誠的電影是《言葉之庭》，為該作女主角雪野百香里配音，她接著參演新海誠執導的《你的名字》、《天氣之子》、《鈴芽之旅》。 |
| 神木隆之介 | 日本男性演員，在《你的名字》首度參演新海誠的電影，詮釋該片的男主角立花瀧，在《天氣之子》再次回歸飾演原角色，神木隆之介在《鈴芽之旅》再次加盟參與聲演，擔任電影角色芹澤朋也的配音。 |
| 上白石萌音 | 日本女性演員，在《你的名字》首度參演新海誠的電影，詮釋該片女主角宮水三葉，在《天氣之子》再次回歸飾演原角色。 |
| 醍醐虎汰朗 | 日本男性演員，在新海誠的電影《天氣之子》擔綱男主角森嶋帆高的聲演人員 |
| 森七菜     | 日本女性演員，在新海誠的電影《天氣之子》擔綱女主角天野陽菜的聲演人員 |
| 原菜乃華   | 日本女性演員，曾在訪談中表示自己因為初中一年級的夏天首度觀看新海誠的電影，開始喜歡新海誠的作品，後來她被新海誠選為《鈴芽之旅》的女主角岩戶鈴芽的聲演人員。 |
| 松村北斗   | 傑尼斯事務所旗下組合「SixTONES」的日本偶像，在新海誠執導的《鈴芽之旅》擔任男主角宗像草太的聲演人員，並因為詮釋該角色在第46屆日本電影學院獎獲頒該屆話題演員獎。 |
| 細田守     | 日本動畫導演。新海誠在2022年10月的採訪中，稱自己因為觀賞細田守執導的電影，對多次參演後者電影的演員染谷將太留下深刻印象，在染谷將太陸續擔任細田守執導的《狼的孩子雨和雪》、《怪物的孩子》、《龍與雀斑公主》的聲演人員後，他邀請染谷將太加盟《鈴芽之旅》的聲演，同時表示自己很喜歡細田守的作品。 |
| 宮崎駿     | 日本動畫導演。新海誠在2022年的訪談，提及自己編導的《鈴芽之旅》有融入部分宮崎駿的電影《魔女宅急便》的元素。 |

## 作品

### 動畫電影
- 2002年2月 《星之聲》（ほしのこえ）
- 2004年11月 《雲之彼端，約定的地方》（雲のむこう、約束の場所）
- 2007年3月 《秒速5厘米》（秒速5センチメートル）
- 2011年5月 《追逐繁星的孩子》（星を追う子ども）
- 2013年5月 《言葉之庭》（言の葉の庭）
- 2016年8月 《你的名字。》（君の名は。）
- 2019年7月 《天氣之子》（天気の子）
- 2022年11月 《鈴芽之旅》（すずめの戸締まり）

### 短篇作品
- 1997年-1999年2月 《遙遠的世界》（遠い世界）
- 1998年2月 《被包圍的世界》（囲まれた世界）[註 8]
- 1999年-2001年3月 《她與她的貓》（彼女と彼女の猫）
- 2007年9月 《信濃毎日新聞（日语：信濃毎日新聞）》
- 2003年4月 NHK大家的歌（日语：みんなのうた）《笑顏》（笑顔）[註 9]
- 2007年11月 NHKアニクリ15《貓的集會》（猫の集会）
- 2011年12月 大成建設《博斯普鲁斯海峡隧道篇》
- 2013年2月 野村不動產《某人的目光》（だれかのまなざし）[122][123]（野村不動產集團「PROUD BOX 感謝祭」短片）
- 2013年12月 大成建設《斯里蘭卡高速公路篇》
- 2014年2月 Z会（日语：Z会）《十字路口》（クロスロード）[124]
- 2014年8月 大成建設《越南內排國際機場篇》
- 2016年8月 SUNTORY天然水×《君の名は。》之「三葉の想い」篇、「瀧の想い」篇、「重なる想い」篇[125]。
- 2019年8月 日清食品、SUNTORY天然水、軟體銀行、MISAWAHOME、打工網、LOTTE清爽《天気の子》[126]
- 2022年11月 日本麥當勞 《大麥克與鈴芽》 [127]

### 遊戲、片頭动画

#### Falcom时期
请注意，由于Falcom Sound Team jdk信息公开限制，以下有关日本Falcom的内容不可避免地会有所缺漏
- 1996年5月 《英雄傳說IV 朱紅的淚》（PC-9801版） Special Thanks（特别鸣谢）
- 1996年10月 《Brandish VT》 Special Thanks（特别鸣谢）
- 1996年12月/1997年3月/1997年5月 《Lord Monarch Original/first/Pro》 Art and Graphic（美术）
- 1997年4月 《新英雄传说》 Special Thanks（特别鸣谢）
- 1997年6月 《七星魔法使 forever》 Documentation（资料管理）
- 1997年12月 《魔喚精靈》 Documentation（资料管理）
- 1998年4月 《永遠的伊蘇》 Documentation（资料管理）
- 1998年10月 《Monarch Monarch》 絵（美术）（追记：这部游戏是新海诚在Falcom时第一次正式制作OP动画）
- 1998年12月 《Brandish 4》 Documentation（资料管理）
- 1999年4月 《英雄傳說III 白髮魔女》（Windows复刻版） Art and Graphics（美术）、Publicity（宣传）
- 1999年10月 《西風の狂詩曲》（日文版） Publicity（宣传）
- 1999年12月 《英雄伝说V 海之槛歌》 OPENING Art and Graphics（开场动画美术）、Quality Assurance（品质管理）、 Publicity（宣传）
- 2000年7月 《永遠的伊蘇II》 Art and Graphic（美术）
- 2000年11月 《七星魔法使 ORIGINAL》 Quality Assurance（品质管理）
- 2000年12月 《英雄傳說IV 朱紅的淚》（Windows重制版） Documentation and Publicity（资料管理与宣传）
- 2001年6月 《伊蘇I・II完全版》 Opening Movie（开场动画）、Documentation and Publicity（资料管理与宣传）
- 2001年12月 《双星物语》 Art and Graphics（美术）
- 2001年的《双星物语》就是新海诚在Falcom参与的最后一部游戏，当时开发日程与个人独立短片《星之声》严重冲突，最终新海诚在2001年夏天辞职回家专注制作《星之声》，因此从*2002年开始Falcom所有游戏都与新海诚不再有任何关系了。[128][需要較佳来源]

#### minori时期
- 2002年4月 minori《Wind: A Breath of Heart》
- 2002年12月 minori《そよかぜのおくりもの-Wind Pleasurable Box-》（制作協力）
- 2004年7月 minori《春天的足音》
- 2006年12月 minori《ef - the first tale.》
- 2008年5月 minori《ef - the latter tale.》
- 2009年9月 minori《eden*》（特别鸣谢）

### 小說
- 《秒速5厘米》
- 《星之聲》
- 《追逐繁星的孩子》
- 《言叶之庭》[129]
- 《你的名字。》[130]
- 《天氣之子》[131]
- 《鈴芽之旅》[132]

### 填詞
- きみのこえ（《雲之彼端，約定的地方》主題曲）
- クロスロード（《十字路口》主題曲，與AKI Oxford共同填詞）

### 插畫
- 《星之聲》（作者：大場惑）
- 《我的夢想是為了守護你》（作者：白倉由美）
- 《雲之彼端，約定的地方》（作者：加納新太）
- 《秒速5公分》（作者：新海誠）
- 《她與她的貓》（作者：永川成基）

### 漫畫
- 2002年 《塔之彼端》（《新現實》Vol.1，角川書店、短篇）

### 畫集
- 2008年 《新海誠美術作品集：空之記憶 ～The sky of the longing for memories～》
- 2012年 《新海誠美術畫集：追逐繁星的孩子》

## 備註
1. ↑  2011年金馬影展稱「新宮崎駿」[3]，代理商曼迪採「新世代宮崎駿」[4]，現今媒體多用「宮崎駿後繼者」、「宮崎駿接班人」等等。
2. 直譯「後宮崎駿」指宮崎駿後繼者，點名宮崎吾朗、庵野秀明、細田守、押井守、大友克洋等人[5]，而其風格競爭者有細田守、米林宏昌、原惠一[6]；新海誠則是後來居上。
3. ↑  《遥远的世界》是新海诚于1997年花费2周左右制作的首部个人动画，之后经数次修改进而变成现在的模样。灵感来自村上春树的《世界末日与冷酷仙境》。
4. ↑  心的琴線：形容因事物引起了心的感動或波動如同觸動琴線一般。這裡的琴指的是日本的傳統樂器。。參見：琴
5. ↑  與今敏執導的《千年女優》、宮崎駿執導的《神隱少女》同為並列四項安妮獎提名數的日本動畫電影[38][39][40]
6. ↑  評分數據為2024年07月截止[56]
7. ↑  評分數據為2024年07月截止[57]
8. ↑  新海诚用一周的时间制作的30秒全3D短片，使用Lightwave 3D与Photoshop制作。灵感也来自村上春树的《世界末日与冷酷異境》。现仅能在新海诚个人网站上找到该作品截图。
9. ↑  動畫MV由新海誠製作，而歌曲演唱者為岩崎宏美。

## 外部連結
- 官方网站
- 新海誠的X（前Twitter）（日語）
- 新海誠在互联网电影资料库（IMDb）上的資料（英文）
- 新海誠在豆瓣上的资料（简体中文）